# Soumana Sacko
Soumana Sacko (* 1949 Mali) war vom 9. April 1991 bis 9. Juni 1992  Premierminister von Mali während der ersten Übergangspräsidentschaft von Amadou Toumani Touré.

## Andere Ämter
Sako hatte auch andere Ämter inner- und außerhalb der Regierung von Mali. Er war 1987 für kurze Zeit Minister für Finanzen und Handel. Außerhalb der Regierung agierte Sako als leitender Ökonom beim Entwicklungsprogramm der Vereinten Nationen (UNDP) und als Executive Secretary der African Capacity Building Foundation (ACBF).
Bei der Präsidentschaftswahl 2013 war er Kandidat der Nationale Konvention für Afrika Solidarität und gehörte zu den Favoriten. Allerdings konnte er sich nur auf dem 13. Platz behaupten.